# Regularização (física)
Em física, especialmente na teoria quântica de campos , a regularização é um método de lidar com expressões infinitas, divergentes, e não sensicais através da introdução de um conceito auxiliar de um regulador.